# Vendeuvre-sur-Barse
Vendeuvre-sur-Barse é uma comuna francesa na região administrativa de Grande Leste, no departamento de Aube. Estende-se por uma área de 51,94 km². Em 2010 a comuna tinha 2 354 habitantes (densidade: 45,3 hab./km²).